# Побєдоносцев Костянтин Петрович

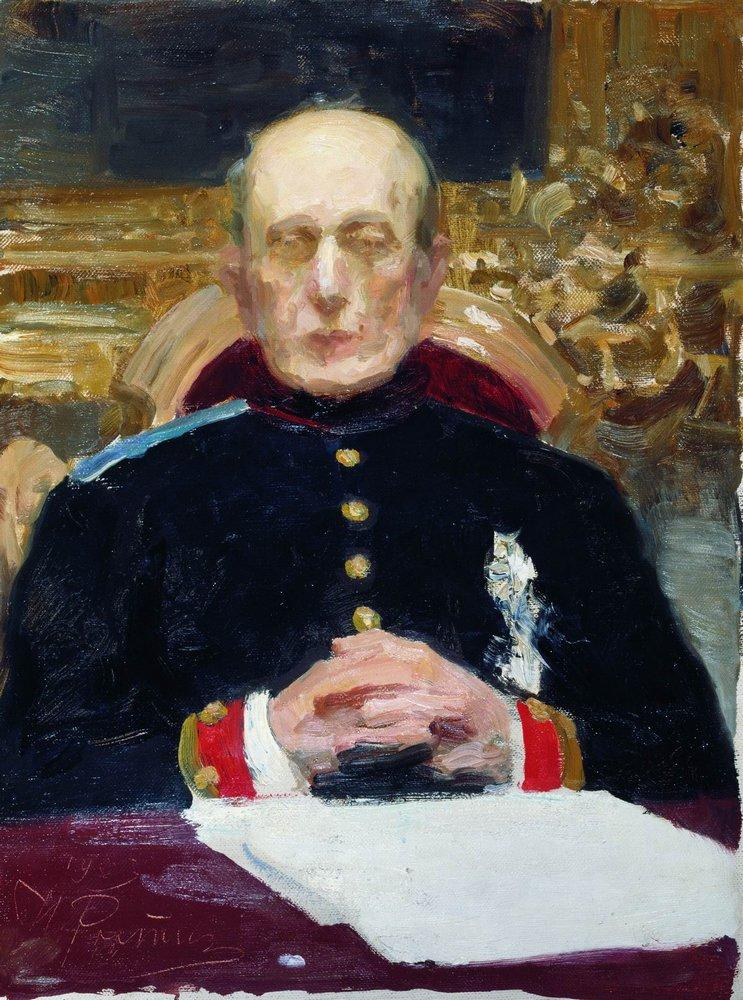
Портрет Побєдоносцева. Ілля Репін

Констянтин Петрович Побєдоносцев (21 травня (2 червня) 1827, Москва — †10 (23) березня 1907, Петербург) — російський державний діяч, вищий чиновник, учений-правознавець консервативного напрямку. Був придворним наставником спадкоємців престолу Романових — майбутніх імператорів Олександра III та Миколи II, викладав їм законознавство і право. У 1880—1905 — обер-прокурор Святійшого Синоду. Вважається «сірим кардиналом» російської політики часу царювання Олександра III.

## Життєпис
У 1841—1846 навчався в Імператорському училищі правознавства. У 1859 захистив магістерську дисертацію «До реформ цивільного судочинства» і у 1860 був обраний професором Імператорського Московського університету кафедри цивільного права, 1862—1865 викладав в ньому. Почесний член Імператорської Академії наук з 1880 року. Почесний громадянин міста Сарапул, Удмуртія.
У квітні 1880 призначений обер-прокурором Святійшого Синоду і членом Комітету міністрів. Автор маніфеста 29 квітня 1881 «Про непорушність самодержавства», найближчий радник Олександра III.
Відігравав значну роль у визначенні урядової політики в царині освіти, політики щодо національного питання і інших. Один з ініціаторів політики контрреформ. 
Російська історіографія вважає Побєдоносцева консерватором: у всіх своїх реформах він переслідував, перш за все, цілі охоронного характеру, прагнув до зміцнення «традицій». Був автором реформи церковно-приходської освіти, при якій, згідно з його ідеалами, учні повинні були отримувати мінімум конкретних знань, проте твердо засвоювати правила любові до Бога, Царя й Вітчизни.
З листа Обер-прокурора Св. Синода К. П. Побєдоносцева спадкоємцеві-цесаревичу Олександру Олександровичу 29 січня 1881: 

… Вчора увечері помер Достоєвський. Мені був він близький приятель і сумно, що немає його… Але смерть його — велика втрата і для Росії. Серед літераторів він — чи не один — був гарячим проповідником основних початків віри, народності, любові до вітчизни… Він був бідний і нічого не залишив окрім книг. Сімейство його в нужді… Ви знали і цінували завжди покійного Достоєвського за його твори, які залишаться назавжди пам'ятником великого російського таланту…
У 1901 році на Побєдоносцева було здійснено замах. Статистик губернського земства Самарського Н. К. Лаговський стріляв у Побєдоносцева 8 березня 1901 року. Був схоплений і 27 березня засуджений на 6 років каторги.

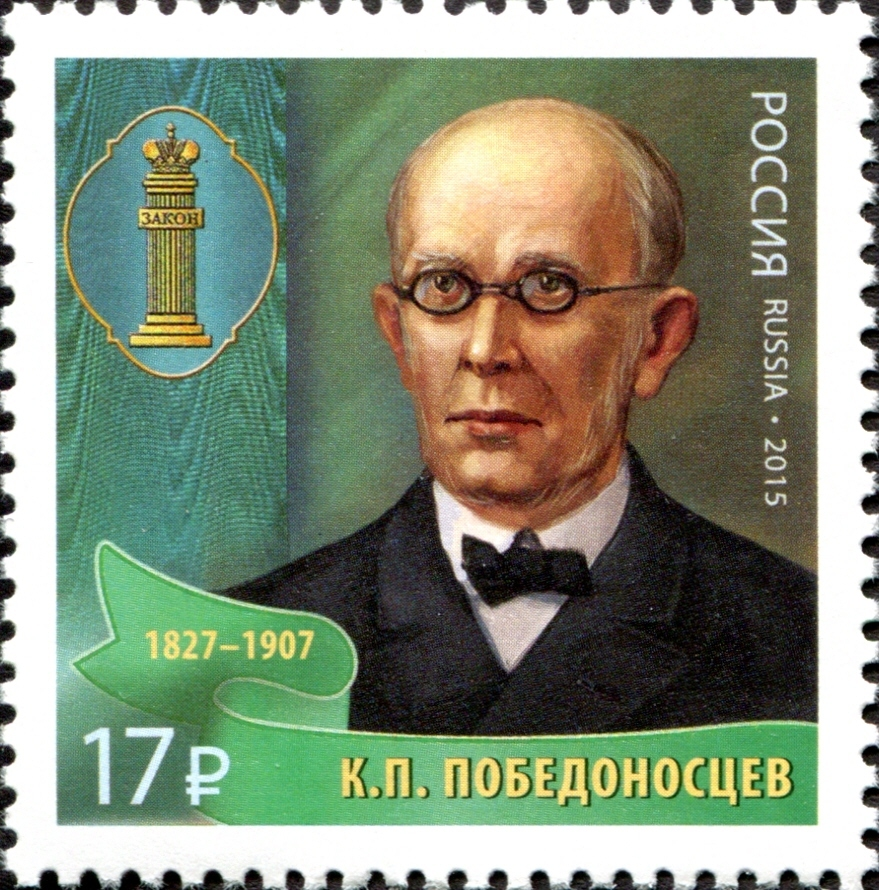
Російська марка 2015 року

У жовтні 1905 Побєдоносцев звільнений від посади обер-прокурора Синоду і члена Комітету міністрів із залишенням на посадах члена Держради, статс-секретаря і сенатора.
Кавалер численних орденів: Св. Олександра Невського (1883, діамантові знаки до ордена — 1888), Св. Володимира 1-го ступеня (1896), Св. Андрія Первозванного (1898, діамантові знаки до ордена — 1904) і ін.